# Le Poët-Laval
.

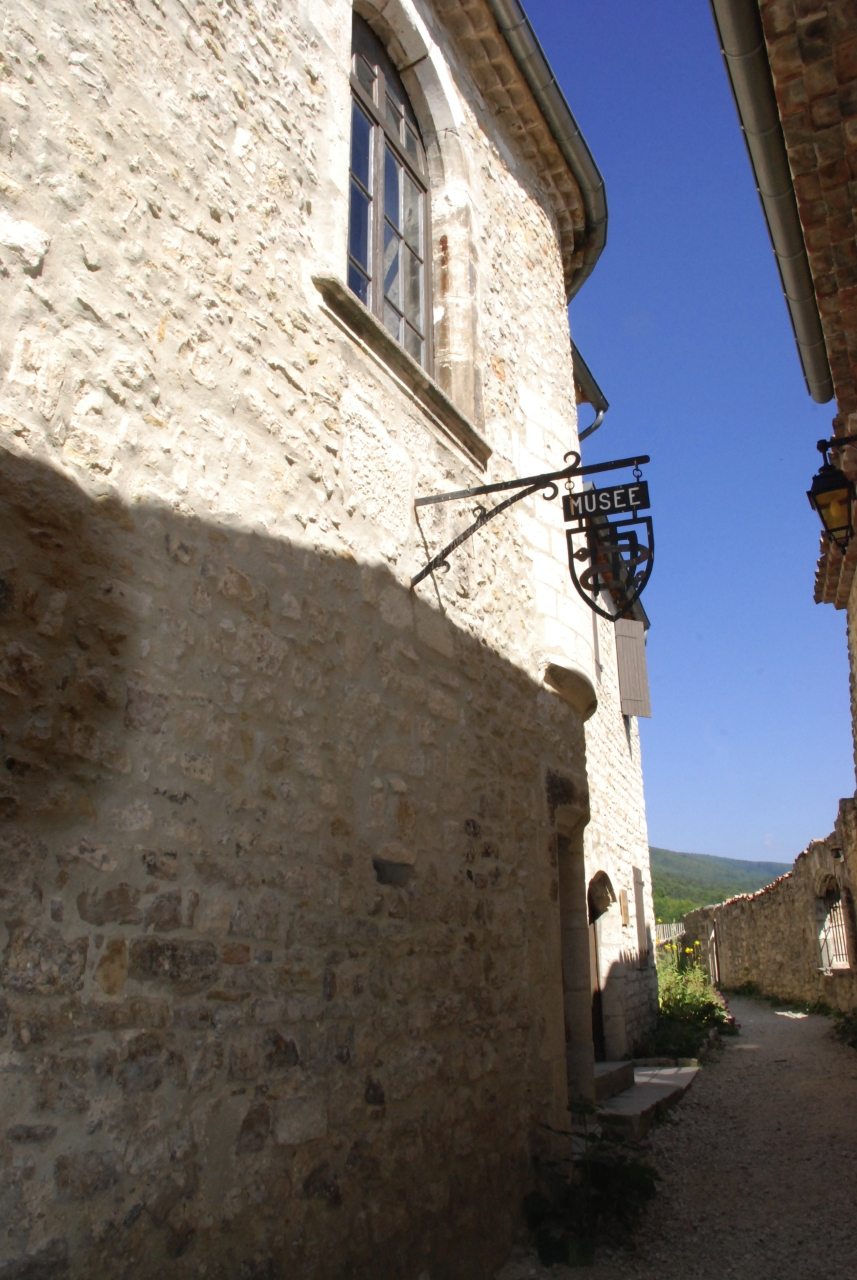
Museo del Protestantismo

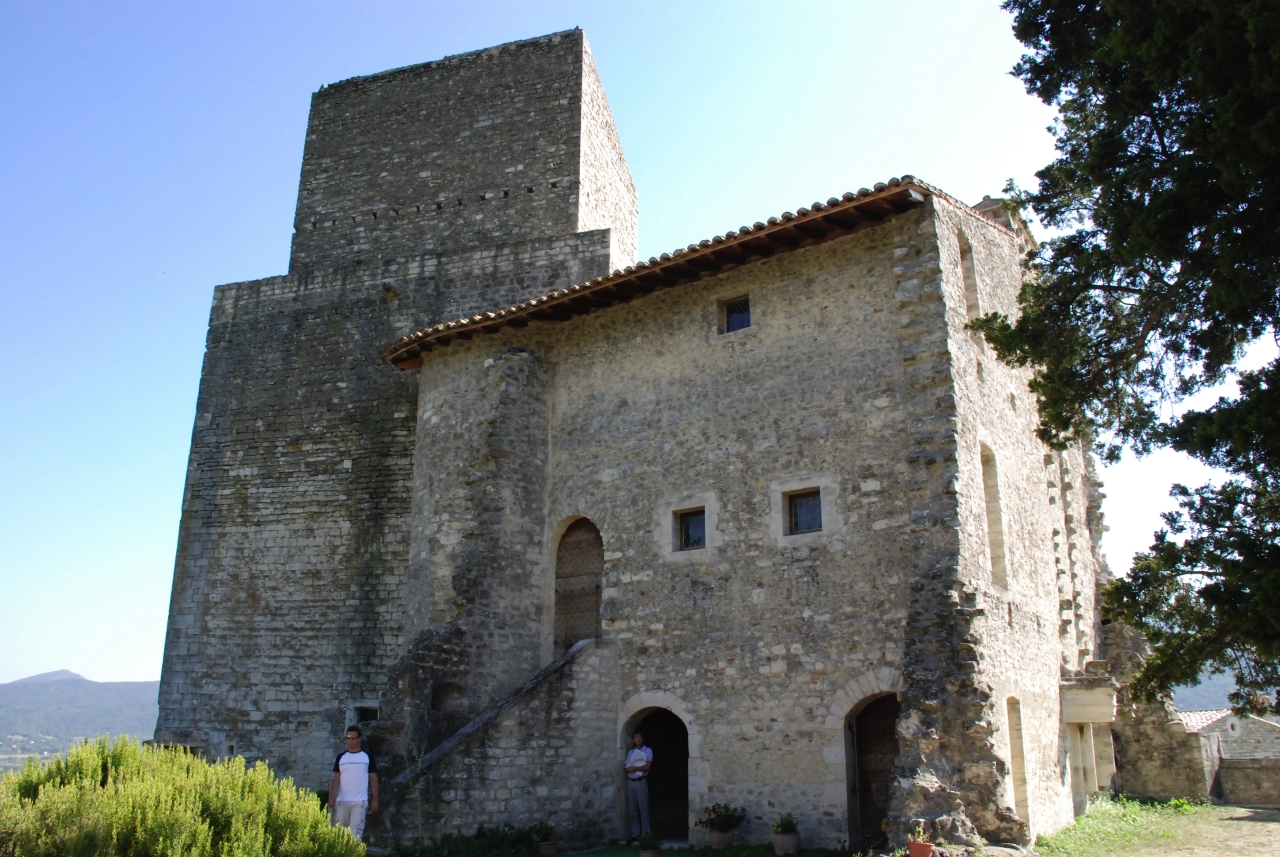
Fortaleza hospitalaria de Poët-Laval

Le Poët-Laval es una comuna francesa del departamento del Drôme en la región de Ródano-Alpes. Su nombre viene de pogetum vallis (colina del valle  en lengua latina).
La comuna se encuentra en medio de los campos de lavanda y trigo de la zona conocida como Drôme Provençale, construida en una colina torno a la antigua comandancia de la Orden de Malta. Su conjunto arquitectónico medieval (del que sobresale el castillo y una capilla románica) le vale estar inscrita en la lista de Les plus beaux villages de France.

## Demografía
| 760 | 549 | 505 | 493 | 538 | 652 | 809 | 875 |
| Para los censos de 1962 a 1999 la población legal corresponde a la población sin duplicidades (Fuente: INSEE [Consultar]) |     |     |     |     |     |     |     |